# Hydrillodes torsivena
Hydrillodes torsivena là một loài bướm đêm trong họ Noctuidae.